# Route de la Porte-Saint-James
La route de la Porte-Saint-James est une voie située dans le 16e arrondissement de Paris, en France.

## Situation et accès
Elle se trouve au nord du bois de Boulogne.

## Origine du nom
La voie est ainsi nommée car elle part de la porte Saint-James.